# Kaharole
Kaharole è un sottodistretto (upazila) del Bangladesh situato nel distretto di Dinajpur, divisione di Rangpur. Si estende su una superficie di 205,54 km² e conta una popolazione di 154.432  abitanti (censimento 2011).